# 法华三部经
法华三部经，为漢傳佛教中，對《无量义经》、《妙法莲华经》、《观普贤菩萨行法经》三部佛教经典的合称。

## 概論
漢傳佛教認為，法華宗的開經為《無量義經》，主要部份為《妙法蓮華經》，結尾為《觀普賢菩薩行法經》。將此三部經合為一部，稱為法華經十卷本，又稱法華三經。
《无量义经》系南齐昙摩伽陀耶舍译。此经主旨，在阐述实相之法。因法华经序品所言之“為諸菩薩說大乘經，名無量義，教菩薩法”，古大德如智顗、慧基等以此经为法华经的开经。其次《妙法莲华经》是三者中的主经，流布最广的是鸠摩罗什译本。《观普贤菩萨行法经》则为刘宋曇摩蜜多译。本经承续《法华经》终章《普贤菩萨劝发品》，阐述观普贤菩萨的法门、功德，被认为是《法华经》的结经。